# Черняти (Мядельський район)
Черняти (біл. вёска Черняти) — село в складі Мядельського району Мінської області, Білорусь. Село підпорядковане Мядзельській сільській раді, розташоване в північній частині області.